# Joseph Atherley
Joseph Junior Sylvester Atherley (n. Bridgetown, Barbados, 26 de febrero de 1954), conocido simplemente como Joseph Atherley, es un ministro religioso y político barbadense que ejerce como Líder de la Oposición en el Parlamento de Barbados desde el 1 de junio de 2018. Fue miembro del Partido Laborista de Barbados (BLP), por el cual representó a la circunscripción de St. Michael West en la Cámara de la Asamblea entre 1999 y 2008, cuando perdió su escaño ante el postulante del Partido Democrático Laborista (DLP), y nuevamente desde 2018, en las cuales el BLP obtuvo la totalidad de los escaños parlamentarios. Atherley es el primer ministro religioso en ocupar un escaño en el Parlamento.
El 31 de mayo de 2018, poco después de su segunda elección como miembro del Parlamento, Atherley anunció su intención de renunciar como miembro del BLP y asumir como líder de la Oposición como independiente, el primero no perteneciente al BLP o al DLP desde 1991. Desde el puesto logró la designación de Crystal Drakes y Caswell Franklyn como representantes de la oposición en el Senado. En noviembre de 2018 comenzó las negociaciones para formar un nuevo partido político, el Partido del Pueblo por la Democracia y el Desarrollo (PdP), el cual finalmente fue establecido el 8 de junio de 2019.

## Biografía
Nacido el 26 de febrero de 1954, en Barbados, Atherley recibió su educación inicial en la Federal High School en Barbados, antes de pasar a Instituto de la Iglesia de la Unión Cristiana de las Indias Occidentales, Chapel Christian University (Estados Unidos), la Universidad de las Indias Occidentales y el Instituto Haggai de Formación de Liderazgo en Singapur. Atherley ejerce como Ministro Principal de la organización religiosa Better Life Assembly y es integrante de la Comunidad Cristiana de Santidad Evangélica. Es jefe regional de Barbados de la Unión Cristiana de las Indias Occidentales.
Como miembro del Partido Laborista de Barbados, Atherley llegó al Parlamento por primera vez en las elecciones de 1999, cuando resultó elegido para representar a la circunscripción de St. Michael West con el 58,31% de los votos sobre el 41,69% de Branford M. Taitt, postulante del Partido Democrático Laborista. Atherley fue el primer ministro cristiano en asumir como miembro del Parlamento. Resultó reelegido en 2003 por un margen algo menor, con el 52,26%, contra Michael Carrington. Atherley fue secretario parlamentario en la Oficina del Fiscal General y Ministerio del Interior, y fue ministro de Estado en la Oficina del Primer Ministro en la administración de Owen Arthur. Buscó revalidar su escaño en 2008, pero fue finalmente derrotado por estrecho margen por Carrington (nuevamente su oponente), quien asumió como presidente de la Cámara ante la entrada de un gobierno mayoritario del DLP. Fue nuevamente candidato del BLP en 2013, perdiendo ante Carrington por tan solo 125 votos.
En las elecciones de 2018, Atherley recuperó el escaño St. Michael West por abrumador margen ante cinco candidatos, incluyendo el propio Carrington, recibiendo el 76,82% de los votos en lo que fue la mayor victoria nacional para el BLP, que triunfó en todas las circunscripciones y dejó al DLP sin representación parlamentaria por primera vez desde su fundación. El 25 de mayo de 2018, Mia Mottley asumió como la primera primera ministra mujer de Barbados.
El 31 de mayo, menos de una semana después de la jura del nuevo gobierno, Atherley se reunió con la primera ministra y confirmó su intención de abandonar el BLP y convertirse en un parlamentario independiente. Justificó su decisión afirmando que el gobierno de Mottley nunca lo tuvo en cuenta en la toma de numerosas decisiones en la formación del gobierno, ignorando su larga carrera política y experiencia parlamentaria, y que consideraba que desde la oposición podría «servir mejor a los ciudadanos de St. Michael West y al pueblo de Barbados». Debido a la ausencia de otros parlamentarios ajenos al BLP en el Parlamento, Atherley fue juramentado al día siguiente como Líder de la Oposición, lo que lo habilitó a recibir las prerrogativas parlamentarias del cargo, un salario anual de 129,000 dólares barbadenses, y la potestad de aconsejar la designación de los dos representantes de la minoría en el Senado. Su deserción desató acusaciones de oportunismo político, así como de buscar favorecer al ex primer ministro Owen Arthur como líder del BLP sobre Mottley. Atherley rechazó esto último, aunque expresó que se mostraría complacido si Arthur formara parte del sector de la oposición que lidera.
En junio de 2019, Atherley anunció la conformación del Partido del Pueblo por la Democracia y el Desarrollo (PdP) como nuevo principal partido de la oposición, encabezado por él e integrado a su vez por los dos senadores de la minoría (Crystal Drakes y Caswell Franklyn).